# دوبیران سفلی
دوبیران سفلی، روستایی از توابع بخش مرکزی شهرستان ایوان در استان ایلام ایران است.

## جمعیت
این روستا در دهستان سراب قرار دارد و براساس سرشماری مرکز آمار ایران در سال ۱۳۸۵، جمعیت آن ۲۸۲ نفر (۵۴خانوار) بوده‌است.